# Kuba az 1980. évi nyári olimpiai játékokon
Kuba a szovjetunióbeli Moszkvában megrendezett 1980. évi nyári olimpiai játékok egyik részt vevő nemzete volt. Az országot az olimpián 19 sportágban 208 sportoló képviselte, akik összesen 20 érmet szereztek.

## Érmesek
| Érem  | Versenyző         | Sportág       | Versenyszám         |
| ----- | ----------------- | ------------- | ------------------- |
| Arany | María Colón       | Atlétika      | Női gerelyhajítás   |
| Arany | Juan Hernández    | Ökölvívás     | Harmatsúly          |
| Arany | Angel Herrera     | Ökölvívás     | Könnyűsúly          |
| Arany | Andrés Aldama     | Ökölvívás     | Váltósúly           |
| Arany | Armando Martínez  | Ökölvívás     | Nagyváltósúly       |
| Arany | José Gómez        | Ökölvívás     | Középsúly           |
| Arany | Teófilo Stevenson | Ökölvívás     | Nehézsúly           |
| Arany | Daniel Núñez      | Súlyemelés    | 56 kg               |
| Ezüst | Hipólito Ramos    | Ökölvívás     | Papírsúly           |
| Ezüst | Silvio Leonard    | Atlétika      | Férfi 100 m         |
| Ezüst | Alejandro Casañas | Atlétika      | Férfi 110 m gát     |
| Ezüst | José Rodríguez    | Cselgáncs     | Férfi légsúly       |
| Ezüst | Juan Ferrer       | Cselgáncs     | Férfi váltósúly     |
| Ezüst | Isaac Azcuy       | Cselgáncs     | Férfi középsúly     |
| Ezüst | Adolfo Horta      | Ökölvívás     | Pehelysúly          |
| Bronz | Luis Delís        | Atlétika      | Férfi diszkoszvetés |
| Bronz | José Aguilar      | Ökölvívás     | Kisváltósúly        |
| Bronz | Ricardo Rojas     | Ökölvívás     | Félnehézsúly        |
| Bronz | Roberto Castrillo | Sportlövészet | Skeet               |
| Bronz | Alberto Blanco    | Súlyemelés    | 100 kg              |

## Atlétika
Férfi
| Versenyző                                                    | Versenyszám     | Előfutam      | Előfutam      | Előfutam      | Negyeddöntő | Negyeddöntő | Negyeddöntő | Elődöntő | Elődöntő | Elődöntő | Döntő         | Döntő         |
| Versenyző                                                    | Versenyszám     | Idő           | Hely.         | Össz.         | Idő         | Hely.       | Össz.       | Idő      | Hely.    | Össz.    | Idő           | Helyezés      |
| ------------------------------------------------------------ | --------------- | ------------- | ------------- | ------------- | ----------- | ----------- | ----------- | -------- | -------- | -------- | ------------- | ------------- |
| Silvio Leonard                                               | 100 m           | 10,33         | 1.            | 3.            | 10,16       | 1.          | 3.          | 10,40    | 2.       | 4.       | 10,25         |               |
| Silvio Leonard                                               | 200 m           | 20,95         | 1.            | 2.            | 20,93       | 1.          | 9.          | 20,61    | 1.       | 1.       | 20,30         | 4.            |
| Osvaldo Lara                                                 | 100 m           | 10,39         | 3.            | 12.*          | 10,21       | 3.          | 4.          | 10,34    | 2.       | 2.       | 10,43         | 5.            |
| Osvaldo Lara                                                 | 200 m           | 21,06         | 1.            | 3.            | 21,01       | 3.          | 15.*        | 20,93    | 4.       | 9.       | 21,19         | 8.            |
| Tomás González                                               | 100 m           | 10,65         | 3.            | 30.           | 10,44       | 7.          | 22.         | kiesett  | kiesett  | kiesett  | kiesett       | kiesett       |
| Tomás González                                               | 200 m           | 21,64         | 2.            | 28.           | 21,19       | 8.          | 21.         | kiesett  | kiesett  | kiesett  | kiesett       | kiesett       |
| Alberto Juantorena                                           | 400 m           | 46,69         | 3.            | 7.            | 46,23       | 2.          | 12.*        | 45,95    | 3.       | 9.       | 45,09         | 4.            |
| Radamés González                                             | Maraton         |               |               |               |             |             |             |          |          |          | nem ért célba | nem ért célba |
| Alejandro Casañas                                            | 110 m gát       | 13,46         | 1.            | 1.            |             |             |             | 13,44    | 1.       | 2.       | 13,40         |               |
| Osvaldo Lara Alejandro Casañas Silvio Leonard Tomás González | 4 × 100 m váltó | nem ért célba | nem ért célba | nem ért célba |             |             |             |          |          |          | kiesett       | kiesett       |

| Versenyző         | Versenyszám   | Selejtező             | Selejtező             | Döntő    | Döntő    |
| Versenyző         | Versenyszám   | Eredmény              | Helyezés              | Eredmény | Helyezés |
| ----------------- | ------------- | --------------------- | --------------------- | -------- | -------- |
| Juan Centelles    | Magasugrás    | 210 cm                | 26.                   | kiesett  | kiesett  |
| David Giralt, Sr. | Távolugrás    | 757 cm                | 21.                   | kiesett  | kiesett  |
| Armando Herrera   | Hármasugrás   | 16,49 m               | 8.                    | 16,03 m  | 11.      |
| Alejandro Herrera | Hármasugrás   | érvényes ugrás nélkül | érvényes ugrás nélkül | kiesett  | kiesett  |
| Luis Delís        | Diszkoszvetés | 64,20 m               | 3.                    | 66,32 m  |          |
| José Santa Cruz   | Diszkoszvetés | 60,14 m               | 11.                   | 61,52 m  | 10.      |
| Armando Orozco    | Kalapácsvetés | 72,28 m               | 7.                    | 68,68 m  | 11.      |

Női
| Versenyző          | Versenyszám   | Selejtező | Selejtező | Döntő    | Döntő    |
| Versenyző          | Versenyszám   | Eredmény  | Helyezés  | Eredmény | Helyezés |
| ------------------ | ------------- | --------- | --------- | -------- | -------- |
| María Elena Sarría | Súlylökés     |           |           | 19,37 m  | 9.       |
| Carmen Romero      | Diszkoszvetés | 58,60 m   | 11.       | 60,86 m  | 10.      |
| María Betancourt   | Diszkoszvetés | 57,62 m   | 13.       | kiesett  | kiesett  |
| María Colón        | Gerelyhajítás | 62,42 m   | 7.        | 68,40 m  |          |

* - egy másik versenyzővel azonos eredményt ért el

## Birkózás
Kötöttfogású
| Versenyző        | Versenyszám | 1. forduló                       | 2. forduló                      | 3. forduló                                | 4. forduló                        | 5. forduló        | Döntő             | Helyezés    |
| Versenyző        | Versenyszám | Ellenfél Eredmény                | Ellenfél Eredmény               | Ellenfél Eredmény                         | Ellenfél Eredmény                 | Ellenfél Eredmény | Ellenfél Eredmény | Helyezés    |
| ---------------- | ----------- | -------------------------------- | ------------------------------- | ----------------------------------------- | --------------------------------- | ----------------- | ----------------- | ----------- |
| Leonel Pérez     | 57 kg       | Benni Ljungbeck (SWE) · kizárták | Pertti Ukkola (FIN) · kizárták  | kiesett                                   | kiesett                           | kiesett           | kiesett           | helyezetlen |
| Idalberto Barban | 74 kg       | Mikko Huhtala (FIN) · kétvállas  | Anatolij Bikov (URS) · kizárták | kiesett                                   | kiesett                           | kiesett           | kiesett           | helyezetlen |
| José Poll        | 90 kg       | Darko Nišavić (YUG) · kizárták   | erőnyerő                        | Christophe Andanson (FRA) · 9–1           | Növényi Norbert (HUN) · kétvállas | kiesett           | kiesett           | 6.          |
| Arturo Díaz      | +100 kg     | Marek Galiński (POL) · kizárták  | Hassan Bechara (LIB) · kizárták | Alekszandr Kolcsinszkij (URS) · kétvállas | kiesett                           |                   | kiesett           | 6.          |

Szabadfogású
| Versenyző      | Versenyszám | 1. forduló                               | 2. forduló                            | 3. forduló                                         | 4. forduló                            | 5. forduló                       | 6. forduló        | Döntő             | Helyezés    |
| Versenyző      | Versenyszám | Ellenfél Eredmény                        | Ellenfél Eredmény                     | Ellenfél Eredmény                                  | Ellenfél Eredmény                     | Ellenfél Eredmény                | Ellenfél Eredmény | Ellenfél Eredmény | Helyezés    |
| -------------- | ----------- | ---------------------------------------- | ------------------------------------- | -------------------------------------------------- | ------------------------------------- | -------------------------------- | ----------------- | ----------------- | ----------- |
| Luis Ocaña     | 52 kg       | Szabó Lajos (HUN) · kétvállas            | Władysław Stecyk (POL) · 3–20         | kiesett                                            | kiesett                               | kiesett                          | kiesett           | kiesett           | helyezetlen |
| Juan Rodríguez | 57 kg       | Ph?m Văn Tý (VIE) · kizárták             | Németh Sándor (HUN) · 7–9             | Dugarsürengiin Oyuunbold (MGL) · feladta (sérülés) | kiesett                               | kiesett                          |                   | kiesett           | helyezetlen |
| Raúl Cascaret  | 62 kg       | Szalontai Zoltán (HUN) · kétvállas       | Miho Dukov (BUL) · 8–8                | Jan Szymański (POL) · kétvállas                    | Georgios Khatziioannidis (GRE) · 18–5 | Magomedgaszan Abusev (URS) · 1–9 |                   | kiesett           | 4.          |
| José Ramos     | 68 kg       | Pekka Rauhala (FIN) · 13–5               | Šaban Sejdi (YUG) · 3–10              | Ivan Jankov (BUL) · 3–11                           | kiesett                               | kiesett                          |                   | kiesett           | helyezetlen |
| Rafael Gómez   | 90 kg       | Keith Peache (GBR) · kétvállas           | Szanaszar Oganeszjan (URS) · kizárták | Ion Ivanov (ROU) · 4–15                            | kiesett                               | kiesett                          |                   | kiesett           | helyezetlen |
| Bárbaro Morgan | 100 kg      | Khorloogiin Bayanmönkh (MGL) · kétvállas | Ilja Matye (URS) · kizárták           | Harald Büttner (GDR) · 3–11                        | kiesett                               | kiesett                          |                   | kiesett           | 7.          |
| Arturo Díaz    | +100 kg     | Adam Sandurski (POL) · kétvállas         | Miguel Zambrano (PER) · kizárták      | Mamadou Sakho (SEN) · feladta (sérülés)            | kiesett                               |                                  |                   | kiesett           | 8.          |

## Cselgáncs
| Versenyző           | Versenyszám  | Csoport | 32-es főtábla                 | Nyolcaddöntő                  | Negyeddöntő                     | Elődöntő                       | Vigaszág negyeddöntő    | Vigaszág elődöntő | Bronz- mérkőzés          | Döntő                      | Helyezés |
| Versenyző           | Versenyszám  | Csoport | Ellenfél Eredmény             | Ellenfél Eredmény             | Ellenfél Eredmény               | Ellenfél Eredmény              | Ellenfél Eredmény       | Ellenfél Eredmény | Ellenfél Eredmény        | Ellenfél Eredmény          | Helyezés |
| ------------------- | ------------ | ------- | ----------------------------- | ----------------------------- | ------------------------------- | ------------------------------ | ----------------------- | ----------------- | ------------------------ | -------------------------- | -------- |
| José Rodríguez      | Légsúly      | A       | Sihad Keyrouz (LIB) · GY      | Samir El-Najjar (SYR) · GY    | John Holliday (GBR) · GY        | Kincses Tibor (HUN) · GY       |                         |                   |                          | Thierry Rey (FRA) · V      |          |
| Héctor Rodríguez    | Harmatsúly   | A       | Nyikolaj Szoloduhin (URS) · V |                               |                                 |                                | Jaroslav Kříž (TCH) · V | kiesett           | kiesett                  |                            | 9.       |
| Ricardo Tuero       | Könnyűsúly   | B       | Issam Tombakji (SYR) · GY     | Ronny Nilsson (SWE) · GY      | Ravdangiin Davaadalai (MGL) · V | kiesett                        |                         |                   |                          |                            | 10.      |
| Juan Ferrer         | Váltósúly    | A       | Dave McManus (IRL) · GY       | Slavko Sikirić (YUG) · GY     | Ignacio Sanz (ESP) · GY         | Bernard Tchoullouyan (FRA) · V |                         |                   |                          | Sota Habareli (URS) ·      |          |
| Isaac Azcuy         | Középsúly    | B       | Peter Donnelly (GBR) · GY     | Donald Mukahatesho (ZAM) · GY | Detlef Ultsch (GDR) · GY        | Wálter Carmona (BRA) · GY      |                         |                   |                          | Jürg Röthlisberger (SUI) · |          |
| Rolando José Tornes | Félnehézsúly | A       | erőnyerő                      | Rajko Kušić (YUG) · GY        | Bjarni Friðriksson (ISL) · GY   | Tengiz Hubuluri (URS) · V      |                         |                   | Dietmar Lorenz (GDR) · V |                            | 5.       |

## Evezés
Férfi
| Versenyző | Versenyszám              | Előfutam | Előfutam | Vigaszág | Vigaszág | Elődöntő | Elődöntő | Döntő   | Döntő   | Döntő   | Helyezés    |
| Versenyző | Versenyszám              | Idő      | Hely.    | Idő      | Hely.    | Idő      | Hely.    | Típus   | Idő     | Hely.   | Helyezés    |
| --- | ------------------------ | -------- | -------- | -------- | -------- | -------- | -------- | ------- | ------- | ------- | ----------- |
| Arturo Salfran | Egypárevezős             | 8:25,09  | 5.       | 7:51,84  | 5.       | kiesett  | kiesett  | kiesett | kiesett | kiesett | helyezetlen |
| Danilo Mora Alfredo Valladares Silvio Rosabal                                                                                               | Kormányos kettes         | 8:28,82  | 6.       | 7:52,87  | 5.       |          |          | B       | 7:47,57 | 4.      | 10.         |
| Roberto Quintero César Herrera Nelson Simon Horacio Cabrera                                                                                 | Négypárevezős            | 6:39,28  | 6.       | 6:25,64  | 5.       |          |          | B       | 6:16,65 | 6.      | 12.         |
| Wenceslao Borroto Ismael Carbonell Jorge Álvarez Hermenegildo Palacio                                                                       | Kormányos nélküli négyes | 7:02,83  | 6.       | 6:40,84  | 5.       |          |          | B       | 6:36,20 | 5.      | 11.         |
| Francisco Mora Juan Bueno Juan Alfonso Antonio Riaño Enrique Carrillo                                                                       | Kormányos négyes         | 7:11,11  | 6.       | 6:54,32  | 5.       |          |          | B       | 6:53,37 | 6.      | 12.         |
| Wenceslao Borroto Ismael Carbonell Juan Alfonso Juan Bueno Francisco Mora Hermenegildo Palacio Jorge Álvarez Antonio Riaño Enrique Carrillo | Nyolcas                  | 6:26,53  | 4.       | 5:56,19  | 3.       |          |          | B       | 6:14,98 | 2.      | 8.          |

## Gyeplabda

### Férfi
| Kubai férfi gyeplabdacsapat-játékoskeret                                                                                       | Kubai férfi gyeplabdacsapat-játékoskeret                                                                                           |
| --- | --- |
| - Angel Mora - Severo Frometa - Bernabé Izquierdo - Edgardo Vázquez - Héctor Pedroso - Tomás Varela - Raúl García - Jorge Mico | - Rodolfo Delgado - Lazaro Hernández - Juan Blanco - Juan Caballero - Roberto Ramírez - Ángel Fontane - Ricardo Campos - Juan Ríos |

#### Eredmények
Csoportkör
| Csapat              | M | Gy | D | V | G+ | G– | Gk  | P |
| ------------------- | - | -- | - | - | -- | -- | --- | - |
| Spanyolország (ESP) | 5 | 4  | 1 | 0 | 33 | 3  | +30 | 9 |
| India (IND)         | 5 | 3  | 2 | 0 | 39 | 6  | +33 | 8 |
| Szovjetunió (URS)   | 5 | 3  | 0 | 2 | 30 | 11 | +19 | 6 |
| Lengyelország (POL) | 5 | 2  | 1 | 2 | 19 | 15 | +4  | 5 |
| Kuba (CUB)          | 5 | 1  | 0 | 4 | 7  | 42 | –35 | 2 |
| Tanzánia (TAN)      | 5 | 0  | 0 | 5 | 3  | 54 | –51 | 0 |

| 1980. július 20. 11:00 | Lengyelország (POL) | 7–1 | Kuba (CUB) |  |
| 1980. július 20. 11:00 | (3–0)               |     |            |  |

| 1980. július 21. 11:00 | Szovjetunió (URS) | 11–2 | Kuba (CUB) |  |
| 1980. július 21. 11:00 | (5–1)             |      |            |  |

| 1980. július 23. 11:00 | Kuba (CUB) | 4–0 | Tanzánia (TAN) |  |
| 1980. július 23. 11:00 | (2–0)      |     |                |  |

| 1980. július 24. 11:00 | India (IND) | 13–0 | Kuba (CUB) |  |
| 1980. július 24. 11:00 | (8–0)       |      |            |  |

| 1980. július 26. 17:00 | Spanyolország (ESP) | 11–0 | Kuba (CUB) |  |
| 1980. július 26. 17:00 | (7–0)               |      |            |  |

Az 5. helyért
| 1980. július 29. 11:00 | Kuba (CUB) | 4–1 | Tanzánia (TAN) |  |
| 1980. július 29. 11:00 | (1–0)      |     |                |  |

| Csapat     | Helyezés |
| ---------- | -------- |
| Kuba (CUB) | 5.       |

## Kajak-kenu
Férfi
| Versenyző                    | Versenyszám         | Előfutam | Előfutam | Előfutam | Vigaszág | Vigaszág | Vigaszág | Elődöntő | Elődöntő | Elődöntő | Döntő   | Döntő    |
| Versenyző                    | Versenyszám         | Idő      | Hely.    | Össz.    | Idő      | Hely.    | Össz.    | Idő      | Hely.    | Össz.    | Idő     | Helyezés |
| ---------------------------- | ------------------- | -------- | -------- | -------- | -------- | -------- | -------- | -------- | -------- | -------- | ------- | -------- |
| Jorge Colome                 | Kajak egyes 500 m   | 1:49,63  | 4.       | 13.      | 1:48,48  | 4.       | 5.       | kiesett  | kiesett  | kiesett  | kiesett | kiesett  |
| Jorge Colome                 | Kajak egyes 1000 m  | 3:55,26  | 6.       | 17.      | 3:53,19  | 4.       | 6.       | kiesett  | kiesett  | kiesett  | kiesett | kiesett  |
| José Marrero Reynaldo Cunill | Kajak kettes 500 m  | 1:36,49  | 4.       | 7.       | 1:37,85  | 1.       | 1.       | 1:37,20  | 4.       | 8.       | kiesett | kiesett  |
| José Marrero Reynaldo Cunill | Kajak kettes 1000 m | 3:34,04  | 1.       | 10.      | erőnyerő | erőnyerő | erőnyerő | 3:35,09  | 2.       | 2.       | 3:31,12 | 6.       |

## Kerékpározás

### Országúti kerékpározás
Férfi
| Versenyző               | Versenyszám   | Idő           | Helyezés      |
| ----------------------- | ------------- | ------------- | ------------- |
| Gregorio Aldo Arencibia | Mezőnyverseny | nem ért célba | nem ért célba |
| Carlos Cardet           | Mezőnyverseny | nem ért célba | nem ért célba |
| Antonio Quintero        | Mezőnyverseny | nem ért célba | nem ért célba |

## Kézilabda

### Férfi
| Kubai férfi kézilabdacsapat-játékoskeret                                                                               | Kubai férfi kézilabdacsapat-játékoskeret                                                       |
| --- | ---------------------------------------------------------------------------------------------- |
| - Jesús Agramonte - Moisés Casales - Roberto Casuso - Ibrain Crombet - Miguel Izquierdo - Lazaro Jiménez - Juan Llanes | - Sabino Medina - José Nenínger - Pablo Pedroso - Juan Prendes - Juan Querol - Roberto Zulueta |

#### Eredmények
Csoportkör
A csoport
| Csapat              | M | Gy | D | V | G+  | G–  | Gk  | P |
| ------------------- | - | -- | - | - | --- | --- | --- | - |
| NDK (GDR)           | 5 | 4  | 1 | 0 | 108 | 92  | +16 | 9 |
| Magyarország (HUN)  | 5 | 3  | 2 | 0 | 96  | 88  | +8  | 8 |
| Spanyolország (ESP) | 5 | 2  | 1 | 2 | 102 | 106 | –4  | 5 |
| Lengyelország (POL) | 5 | 2  | 1 | 2 | 123 | 97  | +26 | 5 |
| Dánia (DEN)         | 5 | 1  | 0 | 4 | 96  | 104 | –8  | 2 |
| Kuba (CUB)          | 5 | 0  | 1 | 4 | 103 | 141 | –38 | 1 |

| 1980. július 20. 17:00 | Dánia (DEN) | 30–18 | Kuba (CUB) |  |
| 1980. július 20. 17:00 | (18–8)      |       |            |  |
| 1980. július 20. 17:00 |             |       |            |  |

| 1980. július 22. 17:00 | Lengyelország (POL) | 34–19 | Kuba (CUB) |  |
| 1980. július 22. 17:00 | (14–10)             |       |            |  |
| 1980. július 22. 17:00 |                     |       |            |  |

| 1980. július 24. 20:00 | NDK (GDR) | 27–20 | Kuba (CUB) |  |
| 1980. július 24. 20:00 | (13–10)   |       |            |  |
| 1980. július 24. 20:00 |           |       |            |  |

| 1980. július 26. 17:00 | Spanyolország (ESP) | 24–24 | Kuba (CUB) |  |
| 1980. július 26. 17:00 | (9–13)              |       |            |  |
| 1980. július 26. 17:00 |                     |       |            |  |

| 1980. július 28. 17:00 | Magyarország (HUN) | 26–22 | Kuba (CUB) |  |
| 1980. július 28. 17:00 | (14–11)            |       |            |  |
| 1980. július 28. 17:00 |                    |       |            |  |

A 11. helyért
| 1980. július 30. 11:00 | Kuba (CUB) | 32–24 | Kuvait (KUW) |  |
| 1980. július 30. 11:00 | (16–13)    |       |              |  |
| 1980. július 30. 11:00 |            |       |              |  |

| Csapat     | Helyezés |
| ---------- | -------- |
| Kuba (CUB) | 11.      |

## Kosárlabda

### Férfi
| Kubai férfi kosárlabdacsapat-játékoskeret                                                               | Kubai férfi kosárlabdacsapat-játékoskeret                                                      |
| --- | ---------------------------------------------------------------------------------------------- |
| - Alejandro Ortíz - Alejandro Urgellés - Daniel Scott - Generoso Márquez - Jorge More - Miguel Calderón | - Noangel Luaces - Pedro Abreu - Raúl Dubois - Ruperto Herrera - Tomás Herrera - Félix Morales |

#### Eredmények
Csoportkör
C csoport
| Csapat            | M | Gy | V | P+  | P–  | Pk  |
| ----------------- | - | -- | - | --- | --- | --- |
| Olaszország (ITA) | 3 | 2  | 1 | 248 | 233 | +15 |
| Kuba (CUB)        | 3 | 2  | 1 | 226 | 214 | +12 |
| Ausztrália (AUS)  | 3 | 2  | 1 | 224 | 215 | +9  |
| Svédország (SWE)  | 3 | 0  | 3 | 191 | 227 | –36 |

| 1980. július 20. | Kuba (CUB) | 83–76 | Ausztrália (AUS) |  |
| 1980. július 20. | (40–40)    |       |                  |  |

| 1980. július 21. | Kuba (CUB) | 71–59 | Svédország (SWE) |  |
| 1980. július 21. | (39–32)    |       |                  |  |

| 1980. július 23. | Olaszország (ITA) | 79–72 | Kuba (CUB) |  |
| 1980. július 23. | (43–42)           |       |            |  |

Középdöntő
- A táblázat tartalmazza
  - az A csoportban lejátszott Szovjetunió–Brazília 101–88-as,
  - a B csoportban lejátszott Jugoszlávia–Spanyolország 95–91-es,
  - a C csoportban lejátszott Olaszország–Kuba 79–72-es eredményét is.

| Csapat              | M | Gy | V | P+  | P–  | Pk  |
| ------------------- | - | -- | - | --- | --- | --- |
| Jugoszlávia (YUG)   | 5 | 5  | 0 | 506 | 442 | +64 |
| Olaszország (ITA)   | 5 | 3  | 2 | 419 | 438 | –19 |
| Szovjetunió (URS)   | 5 | 3  | 2 | 505 | 468 | +37 |
| Spanyolország (ESP) | 5 | 2  | 3 | 488 | 485 | +3  |
| Brazília (BRA)      | 5 | 2  | 3 | 448 | 477 | –29 |
| Kuba (CUB)          | 5 | 0  | 5 | 434 | 490 | –56 |

| 1980. július 25. | Brazília (BRA) | 94–93 | Kuba (CUB) |  |
| 1980. július 25. | (55–55)        |       |            |  |

| 1980. július 26. | Jugoszlávia (YUG) | 112–84 | Kuba (CUB) |  |
| 1980. július 26. | (55–41)           |        |            |  |

| 1980. július 27. | Spanyolország (ESP) | 96–95 | Kuba (CUB) |  |
| 1980. július 27. | (43–50)             |       |            |  |

| 1980. július 29. | Szovjetunió (URS) | 109–90 | Kuba (CUB) |  |
| 1980. július 29. | (61–40)           |        |            |  |

| Csapat     | Helyezés |
| ---------- | -------- |
| Kuba (CUB) | 6.       |

### Női
| Kubai női kosárlabdacsapat-játékoskeret                                                                      | Kubai női kosárlabdacsapat-játékoskeret                                                                    |
| --- | --- |
| - Andrea Borrell - Bárbara Bécquer - Caridad Despaigne - Inocenta Corvea - María de los Santos - María Moret | - Matilde Charro - Nancy Atiez - Santa Margarita Skeet - Sonia de la Paz - Vicenta Salmon - Virginia Pérez |

#### Eredmények
Csoportkör
| Csapat             | M | Gy | V | P+  | P–  | Pk   |
| ------------------ | - | -- | - | --- | --- | ---- |
| Szovjetunió (URS)  | 5 | 5  | 0 | 553 | 316 | +237 |
| Bulgária (BUL)     | 5 | 4  | 1 | 440 | 405 | +35  |
| Jugoszlávia (YUG)  | 5 | 3  | 2 | 356 | 364 | –8   |
| Magyarország (HUN) | 5 | 2  | 3 | 344 | 407 | –63  |
| Kuba (CUB)         | 5 | 1  | 4 | 346 | 403 | –57  |
| Olaszország (ITA)  | 5 | 0  | 5 | 308 | 452 | –144 |

| 1980. július 20. | Magyarország (HUN) | 76–66 | Kuba (CUB) |  |
| 1980. július 20. | (36–23)            |       |            |  |

| 1980. július 22. | Jugoszlávia (YUG) | 85–81 | Kuba (CUB) |  |
| 1980. július 22. | (42–36)           |       |            |  |

| 1980. július 24. | Bulgária (BUL) | 84–64 | Kuba (CUB) |  |
| 1980. július 24. | (45–32)        |       |            |  |

| 1980. július 26. | Szovjetunió (URS) | 95–56 | Kuba (CUB) |  |
| 1980. július 26. | (55–17)           |       |            |  |

| 1980. július 28. | Kuba (CUB) | 79–63 | Olaszország (ITA) |  |
| 1980. július 28. | (40–32)    |       |                   |  |

| Csapat     | Helyezés |
| ---------- | -------- |
| Kuba (CUB) | 5.       |

## Labdarúgás
| Kubai labdarúgócsapat-játékoskeret                                                                                           | Kubai labdarúgócsapat-játékoskeret |
| --- | --- |
| - Amado Povea - Andrés Roldán - Calixto Martínez - Carlos Loredo - Dagoberto Lara - Fermín Madera - Jorge Massó - Luis Dreke | - Luis Hernández Cabrera - Luis Sánchez - Miguel López - Raimundo Frometa - Ramón Núñez - Regino Delgado - Roberto Espinosa - Roberto Pereira |

### Eredmények
Csoportkör
A csoport
| Csapat      | M | Gy | D | V | G+ | G– | Gk  | P |
| ----------- | - | -- | - | - | -- | -- | --- | - |
| Szovjetunió | 3 | 3  | 0 | 0 | 15 | 1  | +14 | 6 |
| Kuba        | 3 | 2  | 0 | 1 | 3  | 9  | –6  | 4 |
| Venezuela   | 3 | 1  | 0 | 2 | 3  | 7  | –4  | 2 |
| Zambia      | 3 | 0  | 0 | 3 | 2  | 6  | –4  | 0 |

| 1980. július 20. 12:00 |

| Kuba (CUB) | 1–0               | Zambia |
| ---------- | ----------------- | ------ |
| Roldán 58' | (0–0) Jegyzőkönyv |        |

| Kirov Stadion, Leningrád Nézőszám: 100 000 Játékvezető: Marijan Raus (jugoszláv) |

| 1980. július 22. 12:00 |

| Kuba (CUB)              | 2–1               | Venezuela       |
| ----------------------- | ----------------- | --------------- |
| Hernández 49' Núñez 71' | (0–0) Jegyzőkönyv | Zubizarreta 68' |

| Kirov Stadion, Leningrád Nézőszám: 70 000 Játékvezető: Emilio Guruceta-Muro (spanyol) |

| 1980. július 24. 12:00 |

| Szovjetunió (URS)                                                                   | 8–0               | Kuba |
| ----------------------------------------------------------------------------------- | ----------------- | ---- |
| Andrejev 8' 27' 44' Romancev 20' Savlo 43' Cserenkov 55' Gavrilov 75' Bezszonov 77' | (5–0) Jegyzőkönyv |      |

| Dinamo Stadium, Moszkva Játékvezető: Bob Valentine (skót) |

Negyeddöntő
| 1980. július 27. 12:00 |

| Csehszlovákia (TCH)       | 3–0               | Kuba |
| ------------------------- | ----------------- | ---- |
| Vízek 29' 59' Pokluda 90' | (1–0) Jegyzőkönyv |      |

| Kirov Stadion, Leningrád Játékvezető: Enrique Labo Revoredo (perui) |

| Csapat     | Helyezés |
| ---------- | -------- |
| Kuba (CUB) | 5.       |

## Műugrás
Férfi
| Versenyző    | Versenyszám    | Selejtező | Selejtező | Döntő   | Döntő    |
| Versenyző    | Versenyszám    | Pont      | Helyezés  | Pont    | Helyezés |
| ------------ | -------------- | --------- | --------- | ------- | -------- |
| Rolando Ruíz | Egyéni műugrás | 489,240   | 16.       | kiesett | kiesett  |

Női
| Versenyző        | Versenyszám    | Selejtező | Selejtező | Döntő   | Döntő    |
| Versenyző        | Versenyszám    | Pont      | Helyezés  | Pont    | Helyezés |
| ---------------- | -------------- | --------- | --------- | ------- | -------- |
| Lourdes González | Egyéni műugrás | 409,650   | 8.        | 640,005 | 8.       |

## Ökölvívás
| Versenyző         | Versenyszám   | Selejtező         | 32-es főtábla                 | Nyolcaddöntő                         | Negyeddöntő                              | Elődöntő                                     | Döntő                           | Helyezés |
| Versenyző         | Versenyszám   | Ellenfél Eredmény | Ellenfél Eredmény             | Ellenfél Eredmény                    | Ellenfél Eredmény                        | Ellenfél Eredmény                            | Ellenfél Eredmény               | Helyezés |
| ----------------- | ------------- | ----------------- | ----------------------------- | ------------------------------------ | ---------------------------------------- | -------------------------------------------- | ------------------------------- | -------- |
| Hipólito Ramos    | Papírsúly     |                   | erőnyerő                      | Farid Salman Makhdi (IRQ) · 5:0      | Gedó György (HUN) · 5:0                  | Iszmail Musztafov (BUL) · 4:1                | Samil Szabirov (URS) · 2:3      |          |
| Jorge Hernández   | Légsúly       |                   | erőnyerő                      | Viktor Mirosnicsenko (URS) · 1:4     | kiesett                                  | kiesett                                      | kiesett                         | 9.       |
| Juan Hernández    | Harmatsúly    | erőnyerő          | Farkas Sándor (HUN) · 4:1     | Ayele Mohamed (ETH) · RSC            | Geraldi Issaick (TAN) · RSC              | Michael Anthony (GUY) · 5:0                  | José Piñango (VEN) · 5:0        |          |
| Adolfo Horta      | Pehelysúly    | erőnyerő          | Odd Bengtsson (SWE) · 5:0     | Titi Cercel (ROU) · 5:0              | Luis Pizarro (PUR) · 5:0                 | Krzysztof Kosedowski (POL) · mérkőzés nélkül | Rudi Fink (GDR) · 1:4           |          |
| Angel Herrera     | Könnyűsúly    |                   | Carlo Russolillo (ITA) · 5:0  | Geza Tumbas (YUG) · 5:0              | Galsandorjiin Batbileg (MGL) · 5:0       | Kazimierz Adach (POL) · 5:0                  | Viktor Gyemjanyenko (URS) · RSC |          |
| José Aguilar      | Kisváltósúly  |                   | Martin Brerton (IRL) · RSC    | Rju Bunhva (Ryu Bun-Hwa) (PRK) · 4:1 | Farouk Chanchoun (IRQ) · RSC             | Szerik Konakbajev (URS) · 1:4                | kiesett                         |          |
| Andrés Aldama     | Váltósúly     |                   | Pierre Sotoumey (BEN) · RSC   | Iszrail Akobkohjan (URS) · 3:2       | Plamen Jankov (BUL) · KO                 | Karl-Heinz Krüger (GDR) · 5:0                | John Mugabi (UGA) · 4:1         |          |
| Armando Martínez  | Nagyváltósúly |                   | Zygmunt Gosiewski (POL) · 5:0 | George Kabuto (UGA) · KO             | Francisco de Jesus (BRA) · 5:0           | Ján Franek (TCH) · RSC                       | Alekszandr Koskin (URS) · 4:1   |          |
| José Gómez        | Középsúly     |                   | erőnyerő                      | Enock Chama (ZAM) · 3:2              | Csang Bongmun (Jang Bong-Mun) (PRK) · KO | Valentin Silaghi (ROU) · 5:0                 | Viktor Szavcsenko (URS) · 4:1   |          |
| Ricardo Rojas     | Félnehézsúly  |                   |                               | Ismail Salman (IRQ) · 5:0            | Michael Madsen (DEN) · 4:1               | Paweł Skrzecz (POL) · 2:3                    | kiesett                         |          |
| Teófilo Stevenson | Nehézsúly     |                   |                               | Solomon Ataga (NGR) · KO             | Grzegorz Skrzecz (POL) · KO              | Lévai István (HUN) · 5:0                     | Pjotr Zajev (URS) · 4:1         |          |

RSC – a mérkőzésvezető megállította a mérkőzést

## Röplabda

### Férfi
| Kubai férfi röplabdacsapat-játékoskeret                                                       | Kubai férfi röplabdacsapat-játékoskeret                                                                 |
| --------------------------------------------------------------------------------------------- | --- |
| - Antonio Pérez - Carlos Ruíz - Carlos Salas - Diego Lapera - Ernesto Martínez - Jorge Garbey | - José David Suárez - Leonel Marshall, Sr. - Luis Oviedo - Raúl Vilches - Ricardo Leyva - Víctor García |

#### Eredmények
Csoportkör
A csoport
|                     |      | Mérkőzések | Mérkőzések | Szettek | Szettek | Szettek | Pontok | Pontok | Pontok |
| Csapat              | Pont | Gy         | V          | Sz+     | Sz–     | SzA     | P+     | P–     | PA     |
| ------------------- | ---- | ---------- | ---------- | ------- | ------- | ------- | ------ | ------ | ------ |
| Szovjetunió (URS)   | 8    | 4          | 0          | 12      | 1       | 12,000  | 193    | 122    | 1,582  |
| Bulgária (BUL)      | 7    | 3          | 1          | 9       | 5       | 1,800   | 171    | 149    | 1,148  |
| Kuba (CUB)          | 5    | 1          | 3          | 6       | 9       | 0,667   | 181    | 178    | 1,017  |
| Csehszlovákia (TCH) | 5    | 1          | 3          | 6       | 11      | 0,545   | 180    | 230    | 0,783  |
| Olaszország (ITA)   | 5    | 1          | 3          | 4       | 11      | 0,364   | 145    | 191    | 0,759  |

| 1980. július 20. 19:30 | Kuba (CUB)         | 3–0 | Olaszország (ITA) |  |
| 1980. július 20. 19:30 | (15–7, 15–8, 15–6) |     |                   |  |

| 1980. július 22. 19:30 | Bulgária (BUL)           | 3–1 | Kuba (CUB) |  |
| 1980. július 22. 19:30 | (15–7, 15–8, 6–15, 15–8) |     |            |  |

| 1980. július 26. 17:30 | Csehszlovákia (TCH)               | 3–2 | Kuba (CUB) |  |
| 1980. július 26. 17:30 | (15–11, 13–15, 2–15, 16–14, 15–9) |     |            |  |

| 1980. július 28. 19:30 | Szovjetunió (URS)     | 3–0 | Kuba (CUB) |  |
| 1980. július 28. 19:30 | (15–10, 15–13, 15–11) |     |            |  |

Az 5–8. helyért
| 1980. július 31. 19:30 | Jugoszlávia (YUG)                 | 3–2 | Kuba (CUB) |  |
| 1980. július 31. 19:30 | (12–15, 5–15, 15–12, 16–14, 15–2) |     |            |  |

A 7. helyért
| 1980. július 31. 17:30 | Kuba (CUB)                 | 3–1 | Csehszlovákia (TCH) |  |
| 1980. július 31. 17:30 | (14–16, 15–7, 15–10, 15–6) |     |                     |  |

| Csapat     | Helyezés |
| ---------- | -------- |
| Kuba (CUB) | 7.       |

### Női
| Kubai női röplabdacsapat-játékoskeret                                                            | Kubai női röplabdacsapat-játékoskeret                                               |
| ------------------------------------------------------------------------------------------------ | ----------------------------------------------------------------------------------- |
| - Ana Díaz - Ana María García - Erenia Díaz - Imilsis Téllez - Josefina Capote - Lucila Urgelles | - Maura Alfonso - Mavis Guilarte - Mercedes Pérez - Mercedes Pomares - Nelly Barnet |

#### Eredmények
Csoportkör
A csoport
|                   |      | Mérkőzések | Mérkőzések | Szettek | Szettek | Szettek | Pontok | Pontok | Pontok |
| Csapat            | Pont | Gy         | V          | Sz+     | Sz–     | SzA     | P+     | P–     | PA     |
| ----------------- | ---- | ---------- | ---------- | ------- | ------- | ------- | ------ | ------ | ------ |
| Szovjetunió (URS) | 6    | 3          | 0          | 9       | 2       | 4,500   | 153    | 99     | 1,545  |
| NDK (GDR)         | 5    | 2          | 1          | 7       | 6       | 1,167   | 166    | 160    | 1,038  |
| Kuba (CUB)        | 4    | 1          | 2          | 4       | 6       | 0,667   | 117    | 117    | 1,000  |
| Peru (PER)        | 3    | 0          | 3          | 3       | 9       | 0,333   | 108    | 168    | 0,643  |

| 1980. július 21. 19:30 | NDK (GDR)                   | 3–1 | Kuba (CUB) |  |
| 1980. július 21. 19:30 | (15–11, 15–13, 10–15, 15–4) |     |            |  |

| 1980. július 23. 19:30 | Kuba (CUB)         | 3–0 | Peru (PER) |  |
| 1980. július 23. 19:30 | (15–6, 15–5, 15–6) |     |            |  |

| 1980. július 25. 19:30 | Szovjetunió (URS)    | 3–0 | Kuba (CUB) |  |
| 1980. július 25. 19:30 | (15–6, 15–13, 15–10) |     |            |  |

Az 5–8. helyért
| 1980. július 27. 19:30 | Kuba (CUB)         | 3–0 | Brazília (BRA) |  |
| 1980. július 27. 19:30 | (15–2, 15–5, 15–6) |     |                |  |

Az 5. helyért
| 1980. július 29. 18:00 | Kuba (CUB)                | 3–1 | Peru (PER) |  |
| 1980. július 29. 18:00 | (15–9, 15–7, 12–15, 15–5) |     |            |  |

| Csapat     | Helyezés |
| ---------- | -------- |
| Kuba (CUB) | 5.       |

## Sportlövészet
Nyílt
| Versenyző         | Versenyszám           | Pont                   | Helyezés |
| ----------------- | --------------------- | ---------------------- | -------- |
| Rafael Rodríguez  | Gyorstüzelő pisztoly  | 594                    | 8.       |
| Miguel Valdes     | Sportpuska, fekvő     | 590                    | 38.      |
| Miguel Valdes     | Sportpuska, összetett | 1148                   | 16.      |
| Adelso Peña       | Sportpuska, összetett | 1144                   | 20.      |
| Adelso Peña       | Sportpuska, fekvő     | 595                    | 15.      |
| Roberto Castrillo | Skeet                 | 196 (szétlövés: 25+23) |          |
| Guillermo Torres  | Skeet                 | 195                    | 6.       |

## Súlyemelés
| Versenyző           | Versenyszám | Szakítás                 | Szakítás                 | Lökés    | Lökés    | Összesen | Helyezés |
| Versenyző           | Versenyszám | Eredmény                 | Helyezés                 | Eredmény | Helyezés | Összesen | Helyezés |
| ------------------- | ----------- | ------------------------ | ------------------------ | -------- | -------- | -------- | -------- |
| Francisco Casamayor | 52 kg       | 102,5                    | 7.                       | 130,0    | 6.       | 232,5    | 7.       |
| Daniel Núñez        | 56 kg       | 125,0                    | 1.                       | 150,0    | 2.       | 275,0    |          |
| Julio Loscos        | 60 kg       | 125,0                    | 4.                       | 150,0    | 6.       | 275,0    | 5.       |
| Víctor Pérez        | 60 kg       | 117,5                    | 7.                       | 152,5    | 5.       | 270,0    | 7.       |
| Raúl González       | 67,5 kg     | 145,0                    | 3.                       | 172,5    | 7.       | 317,5    | 7.       |
| Julio Echenique     | 75 kg       | 145,0                    | 5.                       | 182,5    | 4.       | 327,5    | 4.       |
| Alberto Blanco      | 100 kg      | 172,5                    | 4.                       | 212,5    | 4.       | 385,0    |          |
| Francisco Méndez    | +110 kg     | 175,0                    | 6.                       | 220,0    | 4.       | 395,0    | 6.       |
| Gerardo Fernández   | +110 kg     | érvényes kísérlet nélkül | érvényes kísérlet nélkül | kiesett  | kiesett  | kiesett  | kiesett  |

## Torna
Férfi
| Versenyző                                                                             | Versenyszám      | Selejtező | Selejtező | Döntő    | Döntő    |
| Versenyző                                                                             | Versenyszám      | Pontszám  | Helyezés  | Pontszám | Helyezés |
| ------------------------------------------------------------------------------------- | ---------------- | --------- | --------- | -------- | -------- |
| Casimiro Suárez                                                                       | Talaj            | 19,15     | 15.       | kiesett  | kiesett  |
| Casimiro Suárez                                                                       | Ugrás            | 19,55     | 12.       | kiesett  | kiesett  |
| Casimiro Suárez                                                                       | Korlát           | 18,95     | 28.       | kiesett  | kiesett  |
| Casimiro Suárez                                                                       | Nyújtó           | 19,30     | 9.        | 9,650    | 6.       |
| Casimiro Suárez                                                                       | Gyűrű            | 18,35     | 44.       | kiesett  | kiesett  |
| Casimiro Suárez                                                                       | Lólengés         | 17,20     | 60.       | kiesett  | kiesett  |
| Casimiro Suárez                                                                       | Egyéni összetett | 112,50    | 34.       | 113,900  | 19.      |
| Miguel Arroyo                                                                         | Talaj            | 17,90     | 61.       | kiesett  | kiesett  |
| Miguel Arroyo                                                                         | Ugrás            | 19,30     | 25.       | kiesett  | kiesett  |
| Miguel Arroyo                                                                         | Korlát           | 19,05     | 21.       | kiesett  | kiesett  |
| Miguel Arroyo                                                                         | Nyújtó           | 18,70     | 26.       | kiesett  | kiesett  |
| Miguel Arroyo                                                                         | Gyűrű            | 18,50     | 39.       | kiesett  | kiesett  |
| Miguel Arroyo                                                                         | Lólengés         | 18,70     | 34.       | kiesett  | kiesett  |
| Miguel Arroyo                                                                         | Egyéni összetett | 112,15    | 37.       | 113,525  | 22.      |
| Roberto Richards                                                                      | Talaj            | 17,55     | 65.       | kiesett  | kiesett  |
| Roberto Richards                                                                      | Ugrás            | 19,00     | 41.       | kiesett  | kiesett  |
| Roberto Richards                                                                      | Korlát           | 19,60     | 5.        | 9,800    | 6.       |
| Roberto Richards                                                                      | Nyújtó           | 18,75     | 23.       | kiesett  | kiesett  |
| Roberto Richards                                                                      | Gyűrű            | 18,25     | 50.       | kiesett  | kiesett  |
| Roberto Richards                                                                      | Lólengés         | 19,30     | 18.       | kiesett  | kiesett  |
| Roberto Richards                                                                      | Egyéni összetett | 112,45    | 36.       | 113,375  | 23.      |
| Enrique Bravo                                                                         | Talaj            | 18,35     | 48.       | kiesett  | kiesett  |
| Enrique Bravo                                                                         | Ugrás            | 19,20     | 35.       | kiesett  | kiesett  |
| Enrique Bravo                                                                         | Korlát           | 18,55     | 47.       | kiesett  | kiesett  |
| Enrique Bravo                                                                         | Nyújtó           | 18,75     | 23.       | kiesett  | kiesett  |
| Enrique Bravo                                                                         | Gyűrű            | 17,90     | 58.       | kiesett  | kiesett  |
| Enrique Bravo                                                                         | Lólengés         | 19,00     | 27.       | kiesett  | kiesett  |
| Enrique Bravo                                                                         | Egyéni összetett | 111,75    | 41.       | kiesett  | kiesett  |
| Mario Castro                                                                          | Talaj            | 18,80     | 30.       | kiesett  | kiesett  |
| Mario Castro                                                                          | Ugrás            | 18,90     | 49.       | kiesett  | kiesett  |
| Mario Castro                                                                          | Korlát           | 19,00     | 24.       | kiesett  | kiesett  |
| Mario Castro                                                                          | Nyújtó           | 18,05     | 53.       | kiesett  | kiesett  |
| Mario Castro                                                                          | Gyűrű            | 18,45     | 41.       | kiesett  | kiesett  |
| Mario Castro                                                                          | Lólengés         | 17,95     | 50.       | kiesett  | kiesett  |
| Mario Castro                                                                          | Egyéni összetett | 111,15    | 46.       | kiesett  | kiesett  |
| Jorge Roche                                                                           | Talaj            | 17,90     | 61.       | kiesett  | kiesett  |
| Jorge Roche                                                                           | Ugrás            | 9,75      | 65.       | kiesett  | kiesett  |
| Jorge Roche                                                                           | Korlát           | 9,45      | 65.       | kiesett  | kiesett  |
| Jorge Roche                                                                           | Nyújtó           | 9,45      | 65.       | kiesett  | kiesett  |
| Jorge Roche                                                                           | Gyűrű            | 18,40     | 42.       | kiesett  | kiesett  |
| Jorge Roche                                                                           | Lólengés         | 18,45     | 42.       | kiesett  | kiesett  |
| Jorge Roche                                                                           | Egyéni összetett | 83,40     | 65.       | kiesett  | kiesett  |
| Casimiro Suárez Roberto Richards Miguel Arroyo Enrique Bravo Mario Castro Jorge Roche | Csapat összetett |           |           | 563,20   | 7.       |

## Vitorlázás
Nyílt
| Versenyző                           | Versenyszám    | Futam  | Futam | Futam | Futam | Futam | Futam | Futam | Pontszám | Helyezés |
| Versenyző                           | Versenyszám    | 1      | 2     | 3     | 4     | 5     | 6     | 7     | Pontszám | Helyezés |
| ----------------------------------- | -------------- | ------ | ----- | ----- | ----- | ----- | ----- | ----- | -------- | -------- |
| Alberto Gallardo                    | Finn dingi     | (28,0) | 16,0  | 25,0  | 24,0  | 22,0  | 20,0  | 20,0  | 127,0    | 20.      |
| Angel Jiménez Vicente de la Guardia | 470-es osztály | (21,0) | 18,0  | 17,0  | 18,0  | 20,0  | 15,0  | 17,0  | 105,0    | 12.      |

## Vívás
Férfi
| Versenyző                                                               | Versenyszám       | Selejtező | Selejtező | Selejtező | Selejtező | Főtábla                      | Főtábla           | Vigaszág                 | Vigaszág                | Vigaszág          | Döntő             | Döntő   | Helyezés |
| Versenyző                                                               | Versenyszám       | 1. kör | 1. kör    | 2. kör | 2. kör    | 1. kör                       | 2. kör            | 1. kör                   | 2. kör                  | 3. kör            | Döntő             | Döntő   | Helyezés |
| Versenyző                                                               | Versenyszám       | Ellenfél Eredmény | Hely.     | Ellenfél Eredmény | Hely.     | Ellenfél Eredmény            | Ellenfél Eredmény | Ellenfél Eredmény        | Ellenfél Eredmény       | Ellenfél Eredmény | Ellenfél Eredmény | Hely.   | Helyezés |
| ----------------------------------------------------------------------- | ----------------- | --- | --------- | --- | --------- | ---------------------------- | ----------------- | ------------------------ | ----------------------- | ----------------- | ----------------- | ------- | -------- |
| Heriberto González                                                      | Tőr, egyéni       | 8. csoport · Tudor Petruş (ROU) · 5–0 · Federico Cervi (ITA) · 3–5 · Demény László (HUN) · 1–5                                          | 3.        | 3. csoport · Didier Flament (FRA) · 5–4 · Szelei István (HUN) · 5–4 · Bogusław Zych (POL) · 4–5 · Klaus Kotzmann (GDR) · 3–5 · Volodimir Szmirnov (URS) · 4–5                    | 5.        | kiesett                      | kiesett           | kiesett                  | kiesett                 | kiesett           | kiesett           | kiesett | 17.      |
| Heriberto González                                                      | Párbajtőr, egyéni | 3. csoport · Jiří Douba (TCH) · 2–5 · Osztrics István (HUN) · 2–5 · Johan Harmenberg (SWE) · 1–5 · Ioan Popa (ROU) · 3–5                | 5.        | kiesett | kiesett   | kiesett                      | kiesett           | kiesett                  | kiesett                 | kiesett           | kiesett           | kiesett | 38.      |
| Efigenio Favier                                                         | Tőr, egyéni       | 5. csoport · Ahmed Al-Ahmed (KUW) · 5–0 · Hartmuth Behrens (GDR) · 2–5 · Bogusław Zych (POL) · 4–5 · Kuki Péter (ROU) · 3–5             | 4.        | kiesett | kiesett   | kiesett                      | kiesett           | kiesett                  | kiesett                 | kiesett           | kiesett           | kiesett | 27.      |
| Efigenio Favier                                                         | Párbajtőr, egyéni | 4. csoport · Alekszandr Mozsajev (URS) · 4–5 · Neal Mallett (GBR) · 5–4 · Angelo Mazzoni (ITA) · 5–3 · Jaroslav Jurka (TCH) · 3–5       | 2.        | 2. csoport · Piotr Jabłkowski (POL) · 5–3 · Philippe Boisse (FRA) · 5–4 · Ioan Popa (ROU) · 1–5 · Borisz Lukomszkij (URS) · 3–5 · Rolf Edling (SWE) · 3–5                        | 5.        | kiesett                      | kiesett           | kiesett                  | kiesett                 | kiesett           | kiesett           | kiesett | 18.      |
| Guillermo Betancourt                                                    | Tőr, egyéni       | 6. csoport · Pierre Harper (GBR) · 3–5 · Lech Koziejowski (POL) · 2–5 · Klaus Haertter (GDR) · 0–5                                      | 4.        | kiesett | kiesett   | kiesett                      | kiesett           | kiesett                  | kiesett                 | kiesett           | kiesett           | kiesett | 32.      |
| Guillermo Betancourt                                                    | Párbajtőr, egyéni | 5. csoport · Heikki Hulkkonen (FIN) · 2–5 · Steven Paul (GBR) · 4–5 · Pethő László (HUN) · 2–5 · Andrzej Lis (POL) · 4–5                | 5.        | kiesett | kiesett   | kiesett                      | kiesett           | kiesett                  | kiesett                 | kiesett           | kiesett           | kiesett | 37.      |
| José Laverdecia                                                         | Kard, egyéni      | 1. csoport · Valentín Paraíso (ESP) · 4–5 · Leszek Jabłonowski (POL) · 5–4 · Vaszil Etropolszki (BUL) · 5–4 · Gedővári Imre (HUN) · 2–5 | 3.        | 4. csoport · Frank-Eberhard Höltje (GDR) · 4–5 · Jean-François Lamour (FRA) · 5–3 · Georgi Csomakov (BUL) · 5–2 · Ferdinando Meglio (ITA) · 5–3 · Volodimir Nazlimov (URS) · 3–5 | 2.        | Volodimir Nazlimov (URS) · V |                   | Nébald György (HUN) · GY | Mihail Burcev (URS) · V | kiesett           | kiesett           | kiesett | 9.       |
| Jesús Ortíz                                                             | Kard, egyéni      | 2. csoport · Jean-François Lamour (FRA) · 1–5 · Rüdiger Müller (GDR) · 5–4 · Mark Slade (GBR) · 5–1 · Volodimir Nazlimov (URS) · 5–4    | 2.        | 1. csoport · Marin Mustaţă (ROU) · 4–5 · Hriszto Etropolszki (BUL) · 5–4 · Nébald György (HUN) · 4–5 · Mihail Burcev (URS) · 3–5 · Michele Maffei (ITA) · 2–5                    | 5.        | kiesett                      | kiesett           | kiesett                  | kiesett                 | kiesett           | kiesett           | kiesett | 20.      |
| Manuel Ortíz                                                            | Kard, egyéni      | 3. csoport · Frank-Eberhard Höltje (GDR) · 5–3 · Georgi Csomakov (BUL) · 4–5 · Michele Maffei (ITA) · 3–5 · Nébald György (HUN) · 3–5   | 5.        | kiesett | kiesett   | kiesett                      | kiesett           | kiesett                  | kiesett                 | kiesett           | kiesett           | kiesett | 25.      |
| Efigenio Favier Guillermo Betancourt Heriberto González Pedro Hernández | Tőr, csapat       | 2. csoport · Franciaország (FRA) · 6–10 · Magyarország (HUN) · 8 (58)–8 (58)                                                            | 3.        | |           | kiesett                      | kiesett           |                          |                         |                   | kiesett           | kiesett | 7.       |
| Efigenio Favier Guillermo Betancourt Heriberto González Pedro Hernández | Párbajtőr, csapat | 2. csoport · Szovjetunió (URS) · 1–15 · Lengyelország (POL) · 4–12                                                                      | 3.        | |           | kiesett                      | kiesett           |                          |                         |                   | kiesett           | kiesett | 10.      |
| Manuel Ortíz Jesús Ortíz José Laverdecia Guzman Salazar                 | Kard, csapat      | 1. csoport · Szovjetunió (URS) · 5–10 · Románia (ROU) · 9–7                                                                             | 3.        | |           | kiesett                      | kiesett           |                          |                         |                   | kiesett           | kiesett | 7.       |

Női
| Versenyző                                                                             | Versenyszám | Selejtező | Selejtező | Selejtező | Selejtező | Főtábla                            | Főtábla           | Vigaszág                | Vigaszág          | Vigaszág          | Döntő                                   | Döntő                                   | Helyezés |
| Versenyző                                                                             | Versenyszám | 1. kör | 1. kör    | 2. kör | 2. kör    | 1. kör                             | 2. kör            | 1. kör                  | 2. kör            | 3. kör            | Döntő                                   | Döntő                                   | Helyezés |
| Versenyző                                                                             | Versenyszám | Ellenfél Eredmény | Hely.     | Ellenfél Eredmény | Hely.     | Ellenfél Eredmény                  | Ellenfél Eredmény | Ellenfél Eredmény       | Ellenfél Eredmény | Ellenfél Eredmény | Ellenfél Eredmény                       | Hely.                                   | Helyezés |
| ------------------------------------------------------------------------------------- | ----------- | --- | --------- | --- | --------- | ---------------------------------- | ----------------- | ----------------------- | ----------------- | ----------------- | --------------------------------------- | --------------------------------------- | -------- |
| Clara Alfonso                                                                         | Tőr, egyéni | 2. csoport · Micheline Borghs (BEL) · 5–3 · Suzana Ardeleanu (ROU) · 4–5 · Barbara Wysoczańska (POL) · 3–5 · Jelena Belova (URS) · 2–5       | 4.        | 1. csoport · Suzana Ardeleanu (ROU) · 5–1 · Anna Rita Sparaciari (ITA) · 5–4 · Katarína Lokšová-Ráczová (TCH) · 5–2 · Maros Magda (HUN) · 5–4 · Valentyina Szidorova (URS) · 5–1 | 1.        | Brigitte Latrille-Gaudin (FRA) · V |                   | Jelena Belova (URS) · V | kiesett           | kiesett           | kiesett                                 | kiesett                                 | 13.      |
| Marlene Font                                                                          | Tőr, egyéni | 3. csoport · Susanna Batazzi (ITA) · 5–3 · Nailya Gilyazova (URS) · 2–5 · Delfina Skąpska (POL) · 4–5 · Brigitte Latrille-Gaudin (FRA) · 4–5 | 4.        | 2. csoport · Marcela Moldovan-Zsak (ROU) · 5–3 · Véronique Brouquier (FRA) · 5–3 · Mandy Niklaus (GDR) · 2–5 · Nailja Giljazova (URS) · 1–5 · Delfina Skąpska (POL) · 2–5        | 5.        | kiesett                            | kiesett           | kiesett                 | kiesett           | kiesett           | kiesett                                 | kiesett                                 | 17.      |
| Margarita Rodríguez                                                                   | Tőr, egyéni | 1. csoport · Kerstin Palm (SWE) · 5–1 · Ann Brannon (GBR) · 5–4 · Valentyina Szidorova (URS) · 4–5 · Marcela Moldovan-Zsak (ROU) · 3–5       | 2.        | 3. csoport · Mitzi Ferguson (AUS) · 5–4 · Gabriele Janke (GDR) · 2–5 · Brigitte Latrille-Gaudin (FRA) · 0–5 · Jelena Belova (URS) · 2–5 · Barbara Wysoczańska (POL) · 3–5        | 5.        | kiesett                            | kiesett           | kiesett                 | kiesett           | kiesett           | kiesett                                 | kiesett                                 | 20.      |
| Margarita Rodríguez Marlene Font María Esther García Clara Alfonso Mercedes del Risco | Tőr, csapat | 1. csoport · Franciaország (FRA) · 5–9 · NDK (GDR) · 8 (68)–8 (67)                                                                           | 2.        | |           | Lengyelország (POL) · 7–9          |                   |                         |                   |                   | Az 5. helyért · Olaszország (ITA) · 6–9 | Az 5. helyért · Olaszország (ITA) · 6–9 | 6.       |

## Vízilabda
| Kubai férfi vízilabdacsapat-játékoskeret                                                            | Kubai férfi vízilabdacsapat-játékoskeret                                           |
| --------------------------------------------------------------------------------------------------- | ---------------------------------------------------------------------------------- |
| - Oscar Periche - Orlando Cowley - Bárbaro Díaz - Lazaro Costa - David Rodríguez - Nelson Domínguez | - Jorge Rizo - Arturo Ramos - Carlos Benitez - Gerardo Rodríguez - Oriel Domínguez |

### Eredmények
Csoportkör
C csoport
| Csapat            | M | Gy | D | V | G+ | G– | Gk  | P |
| ----------------- | - | -- | - | - | -- | -- | --- | - |
| Jugoszlávia (YUG) | 3 | 2  | 1 | 0 | 24 | 10 | +14 | 5 |
| Kuba (CUB)        | 3 | 2  | 1 | 0 | 19 | 11 | +8  | 5 |
| Ausztrália (AUS)  | 3 | 1  | 0 | 2 | 15 | 20 | –5  | 2 |
| Bulgária (BUL)    | 3 | 0  | 0 | 3 | 8  | 25 | –17 | 0 |

| 1980. július 20. 13:00 | Jugoszlávia (YUG)    | 6–6 | Kuba (CUB) |  |
| 1980. július 20. 13:00 | (2–4, 1–1, 1–0, 2–1) |     |            |  |
| 1980. július 20. 13:00 |                      |     |            |  |

| 1980. július 21. 17:00 | Ausztrália (AUS)     | 4–6 | Kuba (CUB) |  |
| 1980. július 21. 17:00 | (1–2, 2–1, 1–1, 0–2) |     |            |  |
| 1980. július 21. 17:00 |                      |     |            |  |

| 1980. július 22. 17:00 | Kuba (CUB)           | 7–1 | Bulgária (BUL) |  |
| 1980. július 22. 17:00 | (0–0, 2–0, 2–1, 3–0) |     |                |  |
| 1980. július 22. 17:00 |                      |     |                |  |

Döntő csoportkör
| 1980. július 24. 18:00 | Jugoszlávia (YUG)    | 7–7 | Kuba (CUB) |  |
| 1980. július 24. 18:00 | (1–1, 4–3, 1–1, 1–2) |     |            |  |
| 1980. július 24. 18:00 |                      |     |            |  |

| 1980. július 25. 17:00 | Hollandia (NED)      | 7–7 | Kuba (CUB) |  |
| 1980. július 25. 17:00 | (3–1, 2–2, 0–2, 2–2) |     |            |  |
| 1980. július 25. 17:00 |                      |     |            |  |

| 1980. július 26. 18:00 | Szovjetunió (URS)    | 8–5 | Kuba (CUB) |  |
| 1980. július 26. 18:00 | (1–1, 1–1, 3–1, 3–2) |     |            |  |
| 1980. július 26. 18:00 |                      |     |            |  |

| 1980. július 28. 16:00 | Magyarország (HUN)   | 7–5 | Kuba (CUB) |  |
| 1980. július 28. 16:00 | (1–1, 1–3, 2–0, 3–1) |     |            |  |
| 1980. július 28. 16:00 |                      |     |            |  |

| 1980. július 29. 18:00 | Spanyolország (ESP)  | 9–7 | Kuba (CUB) |  |
| 1980. július 29. 18:00 | (2–2, 4–1, 1–2, 2–2) |     |            |  |
| 1980. július 29. 18:00 |                      |     |            |  |

Végeredmény
| Csapat              | M | Gy | D | V | G+ | G– | Gk  | P  |
| ------------------- | - | -- | - | - | -- | -- | --- | -- |
| Szovjetunió (URS)   | 5 | 5  | 0 | 0 | 34 | 21 | +13 | 10 |
| Jugoszlávia (YUG)   | 5 | 3  | 1 | 1 | 34 | 32 | +2  | 7  |
| Magyarország (HUN)  | 5 | 3  | 0 | 2 | 32 | 30 | +2  | 6  |
| Spanyolország (ESP) | 5 | 2  | 0 | 3 | 28 | 31 | –3  | 4  |
| Kuba (CUB)          | 5 | 0  | 2 | 3 | 31 | 38 | –7  | 2  |
| Hollandia (NED)     | 5 | 0  | 1 | 4 | 26 | 33 | –7  | 1  |

| Csapat     | Helyezés |
| ---------- | -------- |
| Kuba (CUB) | 5.       |